# Hotshot (gruppo musicale)
Gli Hotshot (핫샷?) sono stati un gruppo musicale sudcoreano formatosi a Seul nel 2014.

## Storia

### Prima del debutto
Kim Timoteo era un ex apprendista della SM Entertainment e avrebbe dovuto essere membro degli EXO.
Taehyun è stato esposto allo stile di danza krump come Kid Monster, attivo come membro di un gruppo di ballo di nome Monster Woo Fam dal 2007 al 2008. Yoonsan aveva vissuto in Francia per otto anni, e fu esplorato mentre beveva caffè durante la sua vacanza in Corea del Sud.

## Formazione
- Choi Jun-hyuk (Ulsan, 21 aprile 1992) – leader, voce (2014-2021)
- Timoteo (nato Kim Moon-gyu; Seul, 25 gennaio 1993) – voce, rap (2014-2021)
- Roh Tae-hyun (Seul, 15 ottobre 1993) – voce, rap (2014-2021)
- Ha Sung-woon (Corea del Sud, 22 marzo 1994) – voce (2014-2021)
- Yoonsan (nato Yoon Sang-hyuk; Corea del Sud, 22 agosto 1994) – voce, rap (2014-2021)
- Go Ho-jung (Yeosu, 20 ottobre 1994) – voce (2014-2021)[3]

## Discografia

### EP
- 2015 – Am I Hotshot?
- 2018 – Early Flowering